# Труд (Промишленнівський округ)
Труд (рос. Труд) — село у складі Промишленнівського округу Кемеровської області, Росія.

## Населення
Населення — 394 особи (2010; 401 у 2002).
Національний склад (станом на 2002 рік):
- росіяни — 95 %